# ناندان کومار
ناندان کومار (انگلیسی: Nandan Kumar; ۱۵ مارس ۱۹۹۲) یک روزنامه‌نگار هندی و مدیر مسئول یکی از بزرگترین روزنامه‌های هند است. او برنده دو جایزه در زمینه روزنامه‌نگاری در هند شده است.